# サラ・ポーリー
サラ・ポーリー（Sarah Polley, 1979年1月8日 - ）は、カナダの映画監督、脚本家、女優。

## 来歴

### 生い立ち
オンタリオ州トロントにて、イギリス出身で俳優の父親と俳優兼キャスティングプロデューサーの母親（1990年にガンで亡くなっている）との間に5人兄弟の末っ子として生まれる。

### キャリア
4歳のときから子役として活躍し、1986年の『クリスマスに届いた愛』で映画デビューする。その後カナダのテレビで活躍。1997年のアトム・エゴヤンの『スウィート ヒアアフター』で注目されるようになる。その後ハリウッド映画等にも出演しているが、インデペンデント映画への出演が多い。
女優としてだけでなく1999年から監督業にも進出しており､2006年の初長編映画『アウェイ・フロム・ハー君を想う』では、監督および脚本を担当し、カナダの脚本家組合が主催する脚本賞の映画部門最優秀脚本賞のほか、2007年度のロサンゼルス映画批評家協会賞のニュー・ジェネレーション賞、ニューヨーク映画批評家協会賞の新人監督賞を受賞した。また、第80回アカデミー賞脚色賞にもノミネートされた。
2012年のドキュメンタリー映画である『物語る私たち』では、自身の家族に関する秘密とカメラを回すことで向き合い、ロサンゼルス映画批評家協会賞やニューヨーク映画批評家協会賞のドキュメンタリー映画賞を受賞した。
マーガレット・アトウッドの小説『またの名をグレイス（英語: Alias Grace (miniseries)）』をドラマ化。カナダCBCテレビで2017年に初放送され、カナダ以外ではNetflixで世界的に配信されている。
ジョン・グリーンの小説『アラスカを追いかけて（英語: Looking for Alaska）』の映画制作中に、脳震盪後症候群となり症状が4年間残ったため、その脚本・監督を辞した。
2022年、『ウーマン・トーキング 私たちの選択』で10年振りとなる監督復帰を果たし、トロント国際映画祭では観客賞次点入賞となり、第95回アカデミー賞では脚色賞を受賞した。
インタビューの中で、演技と監督の両方を楽しんでいるが、この2つを組み合わせることには乗り気でないと述べている。

### 私生活
2003年に長年の恋人で、映画やテレビで編集の仕事をしているデヴィッド・ワーンズビー（David Wharnsby）と結婚したが2008年に離婚。
反戦活動に熱心で、カナダの人気ドラマ『アボンリーへの道』で主人公セーラ役を演じた際、社会運動への傾倒が原因となり、後半からフランスへ留学するという設定で出演機会がほとんどなくなったことがある。デモで警官と衝突して歯を折ったこともあるという。
2011年8月23日、トロント大学法学専攻博士課程に在籍する男子学生と再婚し、同時に妊娠3ヵ月であることを発表した。2012年に娘が生まれており、2022年現在3人の子がいる。
2017年、ニューヨーク・タイムズに、ハーヴェイ・ワインスタイン他ハリウッドの女性の扱い方が、彼女が長年演技から遠ざかっている理由だという旨の論説を寄稿した。
2022年、自伝的エッセイの中で、16歳の時に ニュースキャスターのジアン・ゴメシ（英語: Jian Ghomeshi）（当時28歳）から性的暴行を受けていたことを告白した。

## 主な作品

### 出演
| 公開年    | 邦題 原題                                                    | 役名                       | 備考                         |
| --------- | ------------------------------------------------------------ | -------------------------- | ---------------------------- |
| 1986      | クリスマスに届いた愛 One Magic Christmas                     | モリー・モナハン           |                              |
| 1987      | ビッグタウン The Big Town                                    | クリスティ                 |                              |
| 1989      | バロン The Adventures of Baron Munchausen                    | サリー                     |                              |
| 1990      | 丘の家のジェーン Lantern Hill                                | ジョディ                   |                              |
| 1990-1994 | アボンリーへの道 Road to Avonlea                             | セーラ・スタンリー         | テレビシリーズ、65エピソード |
| 1994      | エキゾチカ Exotica                                           | トレイシー・ブラウン       |                              |
| 1997      | スウィート ヒアアフター The Sweet Hereafter                  | ニコル                     |                              |
| 1997      | ハンギング・ガーデン The Hanging Garden                      | ローズマリー               |                              |
| 1999      | 写真家の女たち Guinevere                                     | ハーパー・スローン         |                              |
| 1999      | イグジステンズ eXistenZ                                      | メルル                     |                              |
| 1999      | go Go                                                        | ロンナ                     |                              |
| 2000      | 悪魔の呼ぶ海へ The Weight of Water                           | マレン                     |                              |
| 2000      | めぐり逢う大地 The Claim                                     | ホープ・バーン             |                              |
| 2003      | Re:プレイ The I Inside                                       | クレア                     |                              |
| 2003      | 死ぬまでにしたい10のこと My Life Without Me                  | アン                       |                              |
| 2003      | LUCK ラック Luck                                             | マーガレット               |                              |
| 2004      | ドーン・オブ・ザ・デッド Dawn of the Dead                    | アナ                       |                              |
| 2004      | シュガー Sugar                                               | 妊娠しているドラッグの売人 |                              |
| 2005      | アメリカ、家族のいる風景 Don't Come Knockin                  | スカイ                     |                              |
| 2005      | あなたになら言える秘密のこと La Vida secreta de las palabras | ハンナ                     |                              |
| 2005      | ベオウルフ Beowulf & Grendel                                 | セルマ                     |                              |
| 2006      | スリングズ・アンド・アロウズ Slings & Arrows                 | ソフィ                     | テレビシリーズ、第3シーズン  |
| 2009      | ミスター・ノーバディ Mr. Nobody                              | エリーズ                   |                              |
| 2009      | スプライス Splice                                            | エルサ                     |                              |
| 2010      | Trigger                                                      | ヒラリー                   |                              |

### 監督
| 公開年 | 邦題 原題                                       |              |
| ------ | ----------------------------------------------- | ------------ |
| 2006   | アウェイ・フロム・ハー君を想う Away from Her    | 兼脚本       |
| 2011   | テイク・ディス・ワルツ Take This Waltz          | 兼脚本・製作 |
| 2012   | 物語る私たち Stories We Tell                    |              |
| 2022   | ウーマン・トーキング 私たちの選択 Women Talking | 兼脚本       |